# Dannie May
Dannie May（ダニーメイ）は、2019年に結成された日本の3人組ボーカルユニット。

## 概要
同じボーカルグループで活動していたマサ、田中タリラ、過去に別のボーカルグループに所属や映像クリエイターとして活動していたYunoの3人により結成。初めてのフィジカルCD作品『暴食』がタワーレコードの未流通リリース企画「タワクル」で4週連続1位獲得や楽曲「灰々」がJ-WAVE「SONAR TRAX」に選曲や初ワンマンライブ（2021年11月28日＠渋谷WWW）が開催の4か月前にソールドアウトなるなど、注目を浴びている。
ユニット名のDannie Mayとは、架空の人物としてDannie（外国人男性の名前）とMay（日本人女子の名前）を掛け合わせた造語（架空の人物）とし命名。
楽曲製作は、最初にYunoからMVのプロットが上がってきて、そこに対して曲を当てていくスタイルを採っている。

## メンバー
担当楽器・趣味・影響を受けた音楽は公式サイトに準拠。
マサ（1995年3月8日 -〈30歳〉、Vocal. / Guitar.）
作曲担当。
趣味は、ラテアート、カフェ巡り、ビリヤード、田舎に行く、ヒトカラ、パスタ作り。
影響を受けた音楽は、ORIGINAL LOVE、竹原ピストル、山下達郎、KIRINJI、andymori、サザンオールスターズ、SAKANAMON、クリープハイプ。
田中 タリラ（たなか タリラ、1996年7月12日 -〈28歳〉、Vocal. / Keyboard.）
愛知県長久手市出身。アレンジ担当。
趣味は、サウナ、ラーメン、YouTube、お笑い鑑賞、都市伝説、Netflix。
影響を受けた音楽は、Michael Jackson、MIKA、Pentatonix、東京事変、湘南乃風、FUNKY MONKEY BABYS。
Yuno（ユノ、1994年9月20日 -〈30歳〉、Vocal. / Kantoku.）
趣味は、ゲーム、映画鑑賞。
影響を受けた音楽は、go!go!vanillas、ORANGE RANGE、B'z、Green Day、CARPENTERS、All Time Low、QUEEN。

## ディスコグラフィ

### デジタルシングル
太字は単曲での配信限定シングル、太字でないものはシングルやアルバム収録曲の先行配信。
| #                             | 発売日          | タイトル                             | 規格                   | 初収録作品      | 備考            |
| JIN-NAN RECORDS               | JIN-NAN RECORDS | JIN-NAN RECORDS                      | JIN-NAN RECORDS        | JIN-NAN RECORDS | JIN-NAN RECORDS |
| ----------------------------- | --------------- | ------------------------------------ | ---------------------- | --------------- | --------------- |
| 1st                           | 2019年6月1日    | 今夜、月のうらがわで                 | デジタル・ダウンロード | 暴食            |                 |
| -                             | 2019年8月10日   | 暴食                                 | デジタル・ダウンロード | 暴食            |                 |
| 2nd                           | 2020年2月28日   | 夢花火                               | デジタル・ダウンロード | 暴食            |                 |
| 3rd                           | 2020年3月18日   | ユートピア                           | デジタル・ダウンロード | 未収録          |                 |
| 4th                           | 2020年4月1日    | アサヤケ                             | デジタル・ダウンロード | 未収録          |                 |
| 5th                           | 2020年4月15日   | 待ツ宵                               | デジタル・ダウンロード | 未収録          |                 |
| 6th                           | 2020年4月29日   | バブ28                               | デジタル・ダウンロード | 未収録          |                 |
| Flat White Entertainment G.K. |                 |                                      |                        |                 |                 |
| 7th                           | 2020年10月14日  | 針よ墜とせぬ、暮夜の息               | デジタル・ダウンロード | DUMELA          |                 |
| 8th                           | 2020年11月18日  | 灰々                                 | デジタル・ダウンロード | DUMELA          |                 |
| 9th                           | 2021年2月10日   | この曲が人生最後の僕の代表曲だったら | デジタル・ダウンロード | タテマエ        |                 |
| 10th                          | 2021年4月21日   | メロディが浮かばなくても             | デジタル・ダウンロード | タテマエ        |                 |
| 11th                          | 2021年6月9日    | 適切でいたい                         | デジタル・ダウンロード | タテマエ        |                 |
| 12th                          | 2021年9月25日   | ええじゃないか                       | デジタル・ダウンロード | ホンネ          |                 |
| 13th                          | 2021年12月15日  | 簡単なことが言えなくなるのは         | デジタル・ダウンロード | 未収録          |                 |
| 14th                          | 2022年3月9日    | 黄ノ歌                               | デジタル・ダウンロード | 五行            |                 |
| 15th                          | 2022年5月25日   | 朱ノ歌                               | デジタル・ダウンロード | 五行            |                 |
| SKID ZERO                     |                 |                                      |                        |                 |                 |
| 16th                          | 2022年8月17日   | ぐーぐーぐー                         | デジタル・ダウンロード | Ishi            |                 |
| 17th                          | 2022年10月19日  | めいびー                             | デジタル・ダウンロード | Ishi            |                 |
| 18th                          | 2022年12月7日   | たぶん、80年                         | デジタル・ダウンロード | Ishi            |                 |
| 19th                          | 2023年2月15日   | KAMIKAZE                             | デジタル・ダウンロード | Ishi            |                 |
| 20th                          | 2023年3月22日   | OFFSIDE                              | デジタル・ダウンロード | Ishi            |                 |
| 21st                          | 2023年5月10日   | 笑わせらぁ                           | デジタル・ダウンロード | Ishi            |                 |
| 22nd                          | 2023年10月11日  | コレクション                         | デジタル・ダウンロード |                 |                 |

## タイアップ
| タイトル                             | タイアップ                                                                          | 時期          |
| ------------------------------------ | ----------------------------------------------------------------------------------- | ------------- |
| この曲が人生最後の僕の代表曲だったら | NHK-FM『ミュージックライン』エンディングテーマ曲                                    | 2021年2月/3月 |
| ぐーぐーぐー                         | BSテレ東"真夜中ドラマ"『イケメン共よ メシを喰え』オープニングテーマ                 | 2022年        |
| コレクション                         | テレビアニメ『ビックリメン』オープニングテーマ曲                                    | 2023年        |
| カオカオ                             | 映画『劇場版 マーダー★ミステリー 探偵・斑目瑞男の事件簿 鬼灯村伝説 呪いの血』主題歌 | 2023年        |

## カバー
- ReGLOSS
  - 「ええじゃないか」をカバー。2023年12月8日に配信限定発売[8]。